# CSS Florida (cruzador)
O CSS Florida foi uma corveta a serviço da Marinha dos Estados Confederados. Atuou como um corsário durante a Guerra Civil Americana antes de ser afundado em 1864.

## Histórico de serviço
O Florida foi construído pela firma britânica William C. Miller & Sons, de Toxteth, Liverpool. Lançado em dezembro de 1861, foi comprado pela Confederação de Fawcett, Preston & Co., também de Liverpool, que forneceu seus motores. Conhecido no estaleiro como Oreto e inicialmente chamado de CSS Manassas pelos confederados, foi o primeiro de vários corsários construídos no exterior a serem comissionados como CSS Florida. Os registros da Marinha da União muitas vezes se referiam a ele como Oreto ou o confundiam com o CSS Alabama.
O Florida partiu da Inglaterra em 22 de março de 1862 com destino a Nassau, nas Bahamas. Para evitar suspeitas de que estava destinado ao serviço confederado, o navio carregava apenas carvão suficiente para alcançar Nassau. Lá, deveria se encontrar com outro navio confederado, receber mais carvão e seguir até o porto confederado mais próximo. No entanto, por ter sido construído sob licença estrangeira, o navio foi alvo de intensa correspondência diplomática e de inteligência. O governador de Nassau impediu a tentativa de encontro no porto, então os dois navios se encontraram próximo ao isolado Green Cay. Lá, armas, mantimentos e carvão foram embarcados, e o navio foi comissionado oficialmente como CSS Florida em 17 de agosto, sob o comando do tenente John Newland Maffitt.
Durante o aparelhamento, a febre amarela dizimou a tripulação em cinco dias, restando apenas um foguista e quatro marinheiros. Em condição precária, o navio seguiu para Cárdenas, em Cuba, então colônia espanhola. Lá, Maffitt também foi infectado.
Mesmo assim, em um movimento audacioso, Maffitt navegou até Mobile, Alabama. Atravessando o bloqueio da União sob fogo intenso, o navio alcançou Fort Morgan, na Baía de Mobile, sendo recebido como herói pelos habitantes. O Florida não conseguiu revidar durante a travessia, pois acessórios essenciais para seus canhões — como alavancas, miras e suportes — não haviam sido embarcados nas Bahamas. Após se reabastecer, totalmente equipado e com nova tripulação, partiu ao mar em 16 de janeiro de 1863, agora sob o comando do capitão Maffitt.

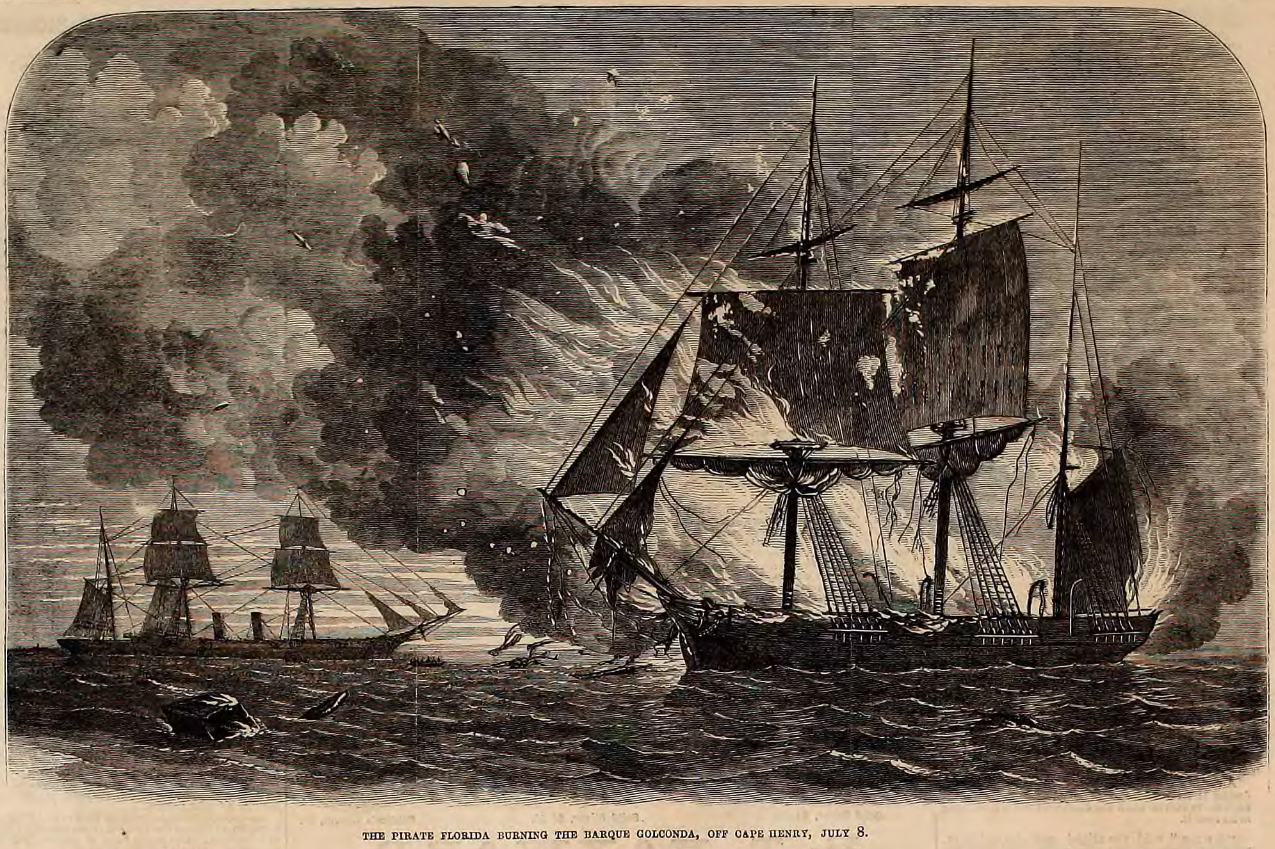
Florida queimando o barco Golconda ao largo de Cabo Henry, 8 de julho de 1864

Após reabastecer em Nassau, o navio operou por seis meses nas costas das Américas e nas Índias Ocidentais, utilizando portos neutros e capturando navios enquanto evitava a esquadra da União que o perseguia.
Em 27 de julho de 1863, partiu das Bermudas para Brest, na França, onde permaneceu em doca de 23 de agosto de 1863 a 12 de fevereiro de 1864. Com a saúde debilitada, Maffitt cedeu o comando ao comandante Joseph Nicholson Barney, que logo foi substituído pelo tenente Charles Manigault Morris. Deixando Brest, seguiu para Barbados, reabastecendo ilegalmente antes do prazo exigido pela lei britânica, depois contornou a costa dos EUA, atravessou o Atlântico até Tenerife, nas Ilhas Canárias, e então rumou para Bahia, Brasil, onde chegou em 4 de outubro de 1864.
Enquanto estava ancorado em 7 de outubro, com seu capitão e metade da tripulação em terra, o navio foi atacado ilegalmente à noite pelo comandante Napoleon Collins, do vapor de guerra norte-americano USS Wachusett. Rebocado, foi enviado como troféu aos Estados Unidos, apesar dos protestos do Império do Brasil pela violação de sua soberania. Collins foi julgado e considerado culpado por violar o território brasileiro, mas a decisão foi anulada pelo Secretário da Marinha dos Estados Unidos Gideon Welles, e o comandante foi promovido.

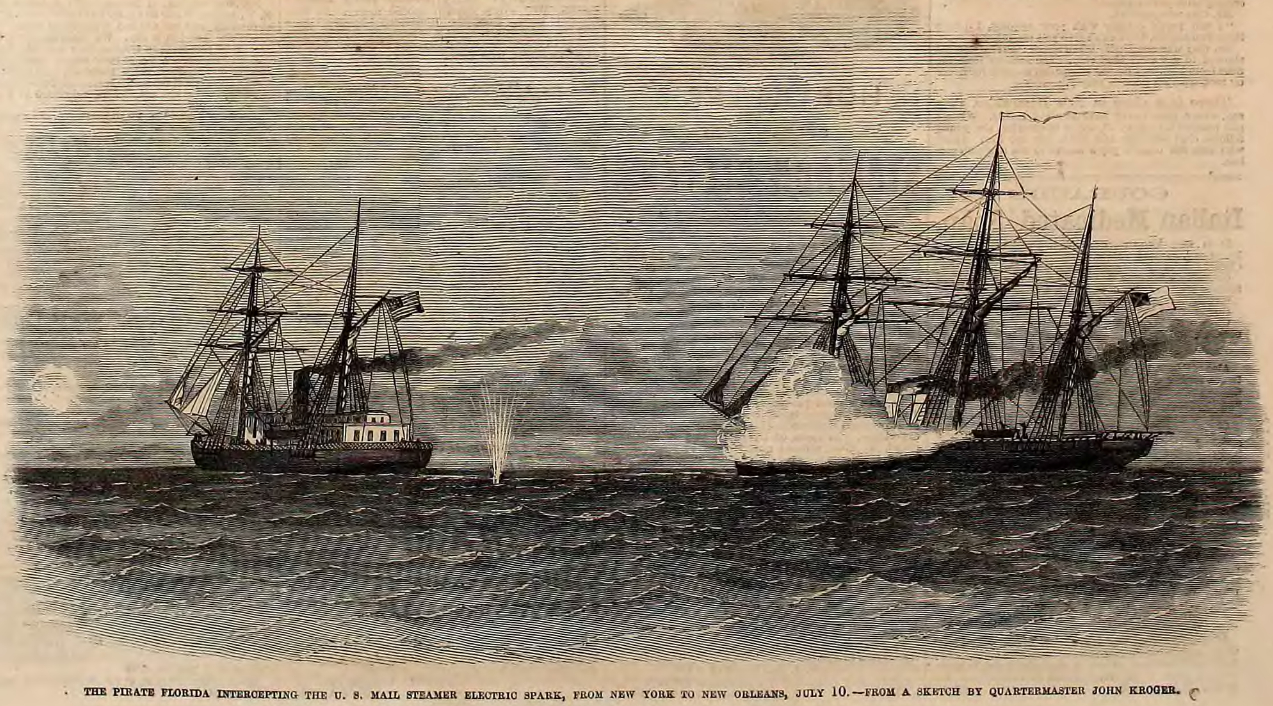
O Florida interceptando o navio postal Electric Spark, de Nova Iorque para Nova Orleans, em 10 de julho de 1864

Em Newport News, Virgínia, em 28 de novembro de 1864, o Florida afundou sob circunstâncias suspeitas após colidir com o transporte de tropas USAT Alliance. Assim, não pôde ser devolvido ao Brasil conforme ordem judicial, nem retornar ao serviço confederado.
Durante sua carreira, o Florida capturou 37 navios. Dois deles foram incorporados à Marinha Confederada como CSS Tacony e CSS Clarence, que, por sua vez, capturaram outros 23 navios.

Atualmente, muitos artefatos do CSS Florida estão expostos no Museu Naval de Hampton Roads.